# Bataclan Ilhéus
Bataclan Ilhéus é uma edificação do centro histórico de Ilhéus, município do estado brasileiro da Bahia. Foi inaugurado na década de 1920 como casa de prostituição, cabaré e cassino concomitantemente, sendo frequentado e mantido principalmente pelos coronéis de cacau da região. Seu nome homenageia uma sala de espetáculos, o Bataclan, localizada em Paris, França. E sua localização precisamente na Praça José Marcelino, na Avenida 2 de Julho, foi estrategicamente pensada, próxima ao antigo porto e da antiga feira da cidade, local no qual atracavam saveiros que vinham de toda a região. Foi reformado e com fachada mantida, o prédio desde então funciona como restaurante.
Seu apogeu foi durante o período de 1926 a 1938, como ponto de passagem para coronéis do cacau, jagunços, marinheiros, boêmios e intelectuais atraídos pela prostituição (em grande parte, mulheres polacas) e pelas atrações de grupos internacionais que apresentavam-se na casa noturna, além de ser funcionar como centro de lazer, negócios, jogos e decisões políticas.
No Bataclan havia apresentações de dois shows por noite, no quais costumavam apresentar-se companhias de dança do sul do país e até do exterior. As dançarinas e “damas de companhia” que ali frequentavam, estavam sempre muito bem vestidas e penteadas para melhor atender as exigências e bom gosto e alto nível dos frequentadores da casa. Contudo, eram as atividades relacionadas ao cassino que mantinham o funcionamento do estabelecimento. Por isso, assim como outros estabelecimentos que exerciam essa atividade, o Bataclan entrou em decadência, na década de 1950, devido à proibição do jogo no Brasil não conseguindo manter o nível de alto luxo da casa apenas com as outras atividades.
Fechado nos anos de 1950, o edifício do Bataclan foi reformado e reaberto por uma equipe do Rio de Janeiro como boate, denominada OK!. Esse empreendimento não obteve o sucesso esperado e, em seguida, o espaço foi transformado em pequenos apartamentos. O edifício foi abandonado chegando ao estado de ruínas mas, mesmo em péssimas condições, continuou sendo visitado pelos turistas, que queriam fotografar o local, pelo fato deste ser tão citado pelas obras de Jorge Amado. Em 1987, sugerido por uma comissão Pró-memória de Ilhéus, o edifício foi revitalizado com recursos da Petrobras, amparado pela Lei Rouanet. As obras começaram no início de 2000 e foram finalizadas em 2004.

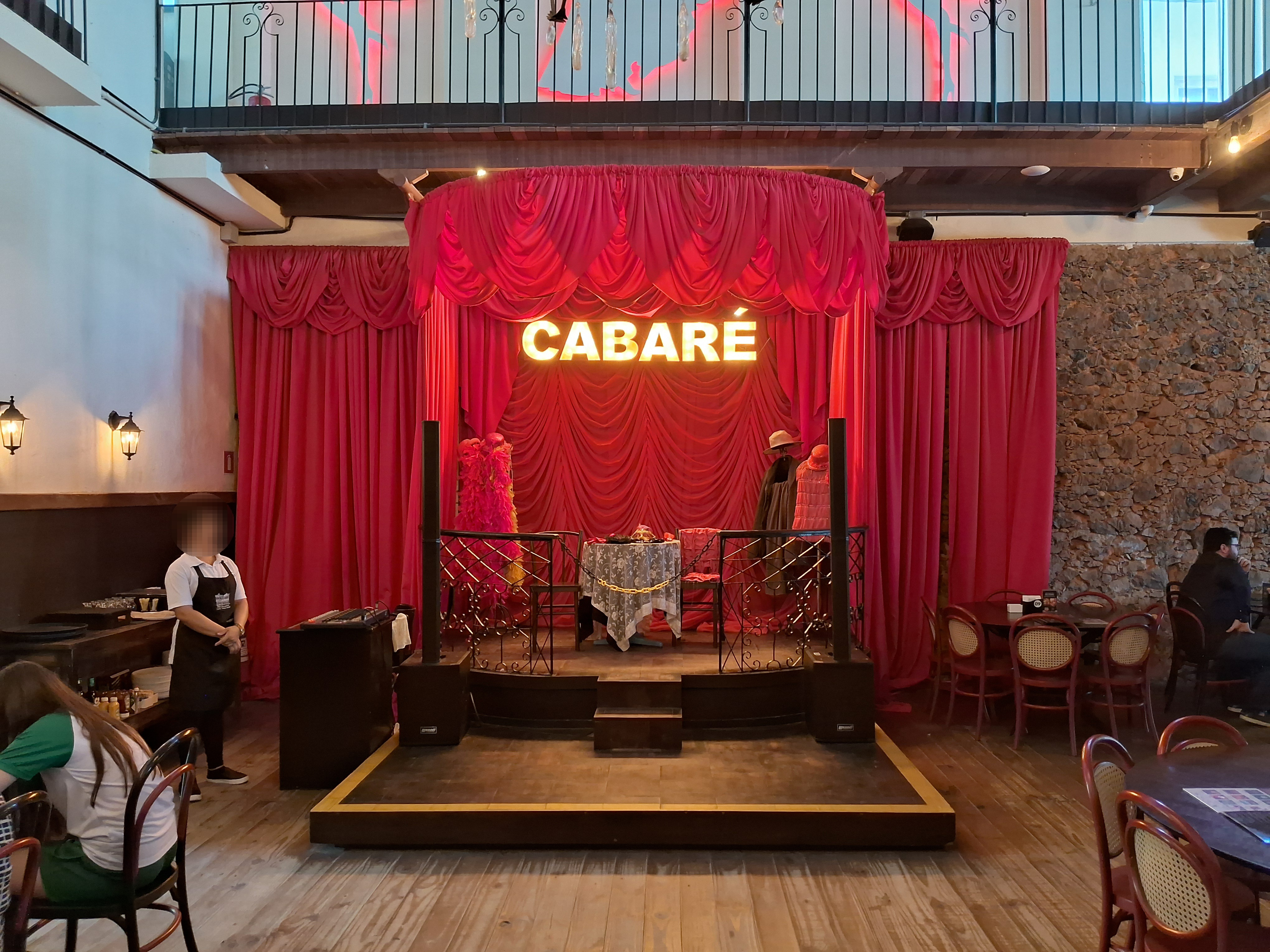
Parte interior do Bataclan